# Circondari federali della Russia
I circondari federali della Russia (in russo федера́льные округа́ ?, federal'nye okruga; sing. федера́льный о́круг - federal'nyj okrug) sono una ripartizione, comprendente più soggetti federali (repubbliche, regioni, territori e circondari autonomi), volta a tracciare l'ambito di competenza territoriale di ciascun rappresentante plenipotenziario (Полномочный представитель) del Presidente della Federazione Russa. La loro introduzione risale al 2000 (legge 13 maggio 2000, n. 849): fino ad allora, lo spazio di competenza di tali organi periferici del governo federale coincideva con quello dei soggetti federali (legge 31 agosto 1991, n. 33).
I circondari federali sono otto: cinque nella Russia europea (centrale, meridionale, Caucaso Settentrionale, Volga e nordoccidentale) e tre nella Russia asiatica (Urali, Siberia ed Estremo Oriente).

## Profili istituzionali
I circondari federali furono creati nel maggio del 2000 da Vladimir Putin come parte di un più largo programma destinato a un riassetto dell'autorità federale. Questo vasto programma di riforme fece sì che il Consiglio federale venisse eletto indirettamente e che il presidente ottenesse pieni poteri per sciogliere i parlamenti ed i soggetti governativi se questi avessero violato le leggi federali.
Ogni circondario ha una commissione plenipotenziaria. Le commissioni plenipotenziarie hanno il compito di accertarsi delle violazioni di singoli individui di leggi e norme federali. Inoltre soprintendono al processo di correzione a un livello più riservato di quanto possano fare le istituzioni federali a Mosca. Sono state perciò importanti nel progetto di Putin di ripristino dell'autorità federale.
Le commissioni plenipotenziarie stanno sovrintendendo a un sistema di rotazione degli impiegati federali attraverso le regioni per evitare che queste diventino dipendenti dai leader locali.
I circondari federali coincidono con le regioni militari delle truppe interne e con le regioni del Ministero della Difesa. Questo permette alle commissioni di avere accesso diretto alle strutture di comando dell'apparato militare. Inoltre, la grande maggioranza dei membri delle commissioni proviene da ambienti militari.
Il 19 gennaio 2010 è stato istituito il circondario federale del Caucaso Settentrionale, il cui territorio era prima incluso nel circondario federale meridionale.
Il 21 marzo 2014, a seguito della crisi della Crimea, era stato istituito il circondario federale della Crimea, che comprendeva la Repubblica di Crimea e la città federale di Sebastopoli e che è stato soppresso il 28 luglio 2016 e aggregato al circondario meridionale.

## Carta dei circondari federali
Legenda:
- Circondario federale centrale
- Circondario federale meridionale
- Circondario federale del Volga
- Circondario federale del Caucaso Settentrionale
- Circondario federale nordoccidentale
- Circondario federale degli Urali
- Circondario federale della Siberia
- Circondario federale dell'Estremo Oriente

## Lista dei circondari federali
| Circondario                                     | Endonimo                                                               | Capoluogo       | Popolazione (2022) | Superficie (km2) | Soggetti Federali |
| ----------------------------------------------- | ---------------------------------------------------------------------- | --------------- | ------------------ | ---------------- | ----------------- |
| Circondario federale centrale                   | Центральный федеральный округ Centralnij federal'nyj okrug             | Mosca           | 40 240 256         | 650 205          | 18                |
| Circondario federale meridionale                | Южный федеральный округ Južnij federal'nyj okrug                       | Rostov sul Don  | 24 891 495         | 525 685          | 12                |
| Circondario federale del Caucaso Settentrionale | Северо-Кавказский федеральный округ Severo-Kavkazsky federal'nyj okrug | Pjatigorsk      | 10 205 730         | 170 439          | 7                 |
| Circondario federale nordoccidentale            | Северо-Западный федеральный округ Severo-Zapadnyj federal'nyj okrug    | San Pietroburgo | 13 867 347         | 1 686 972        | 11                |
| Circondario federale dell'Estremo Oriente       | Дальневосточный федеральный округ Dal'nevostočnyj federal'nyj okrug    | Vladivostok     | 7 903 864          | 6 952 555        | 11                |
| Circondario federale della Siberia              | Сибирский федеральный округ Sibirskij federal'nyj okrug                | Novosibirsk     | 16 645 802         | 4 361 727        | 10                |
| Circondario federale degli Urali                | Уральский федеральный округ Ural'skij federal'nyj okrug                | Ekaterinburg    | 12 259 126         | 1 818 497        | 6                 |
| Circondario federale del Volga                  | Приволжский федеральный округ Privolžskij federal'nyj okrug            | Nižnij Novgorod | 28 683 247         | 1 036 975        | 14                |

## Soggetti federali compresi

### Circondario federale centrale
- Oblast':
  - Oblast' di Belgorod
  - Oblast' di Brjansk
  - Oblast' di Ivanovo
  - Oblast' di Jaroslavl'
  - Oblast' di Kaluga
  - Oblast' di Kostroma
  - Oblast' di Kursk
  - Oblast' di Lipeck
  - Oblast' di Mosca
  - Oblast' di Orël
  - Oblast' di Rjazan'
  - Oblast' di Smolensk
  - Oblast' di Tambov
  - Oblast' di Tver'
  - Oblast' di Tula
  - Oblast' di Vladimir
  - Oblast' di Voronež
- Città federali:
  - Mosca

### Circondario federale meridionale
- Oblast':
  - Oblast' di Astrachan'
  - Oblast' di Rostov
  - Oblast' di Volgograd
  - Oblast' di Zaporož'e
  - Oblast' di Cherson
- Repubbliche:
  - Adighezia
  - Calmucchia
  - Crimea
  - Doneck
  - Lugansk
- Territori:
  - Territorio di Krasnodar
- Città federali:
  - Sebastopoli

### Circondario federale del Caucaso Settentrionale
- Repubbliche:
  - Cecenia
  - Daghestan
  - Inguscezia
  - Cabardino-Balcaria
  - Ossezia Settentrionale-Alania
  - Karačaj-Circassia
- Territori:
  - Territorio di Stavropol'

### Circondario federale nordoccidentale
- Oblast':
  - Oblast' di Arcangelo
  - Oblast' di Kaliningrad
  - Oblast' di Leningrado
  - Oblast' di Murmansk
  - Oblast' di Novgorod
  - Oblast' di Pskov
  - Oblast' di Vologda
- Repubbliche:
  - Repubblica di Carelia
  - Repubblica dei Komi
- Circondari autonomi:
  - Circondario autonomo dei Nenec
- Città federali:
  - San Pietroburgo

### Circondario federale dell'Estremo Oriente
- Oblast':
  - Oblast' dell'Amur
  - Oblast' autonoma ebraica
  - Oblast' di Magadan
  - Oblast' di Sachalin
- Territori:
  - Territorio della Transbajkalia (dal 3 novembre 2018)[3]
  - Territorio della Kamčatka
  - Territorio di Chabarovsk
  - Territorio del Litorale
- Repubbliche:
  - Buriazia (dal 3 novembre 2018)[3]
  - Sacha (Jacuzia)
- Circondari autonomi:
  - Circondario autonomo della Čukotka

### Circondario federale della Siberia
- Oblast':
  - Oblast' di Irkutsk
  - Oblast' di Kemerovo
  - Oblast' di Novosibirsk
  - Oblast' di Omsk
  - Oblast' di Tomsk
- Repubbliche:
  - Repubblica dell'Altaj
  - Buriazia (fino al 3 novembre 2018)[3]
  - Chakassia
  - Tuva
- Territori:
  - Territorio dell'Altaj
  - Territorio della Transbajkalia (fino al 3 novembre 2018)[3]
  - Territorio di Krasnojarsk

### Circondario federale degli Urali
- Oblast':
  - Oblast' di Čeljabinsk
  - Oblast' di Kurgan
  - Oblast' di Sverdlovsk
  - Oblast' di Tjumen'
- Circondari autonomi:
  - Chanty-Mansi-Jugra
  - Jamalo-Nenec

### Circondario federale del Volga
- Oblast':
  - Oblast' di Kirov
  - Oblast' di Nižnij Novgorod
  - Oblast' di Orenburg
  - Oblast' di Penza
  - Oblast' di Samara
  - Oblast' di Saratov
  - Oblast' di Ul'janovsk
- Repubbliche:
  - Baschiria
  - Ciuvascia
  - Marelia
  - Mordovia
  - Tatarstan
  - Udmurtia
- Territori:
  - Territorio di Perm'